# Mohamed Messoudi
Mohamed Messoudi (en arabe : محمد مسعودي), né le 7 janvier 1984 à Wilrijk (Anvers) en Belgique, est un footballeur et entraîneur belge, d'origine marocaine, qui joue au poste de milieu de terrain.  Il est l'actuel entraîneur principal du Beerschot VA.

## Biographie

### Carrière en tant que footballeur
À la suite d'un coup de poing sur Yannick Henseval lors d'un match amical, il est viré le lendemain du OH Leuven. L'Union belge de football a considéré qu'il ne serait pas suspendu, et le joueur signe au Zulte Waregem. En 2015, il signe au  Raja Club Athletic.